# N610 (België)
De N610 is een gewestweg in de Belgische provincie Luik. De weg ligt op de linkeroever van de Aftakking van de Maas in de stad Luik en loopt parallel met de op de rechteroever gelegen N90. De lengte van de N610 is ongeveer 3 kilometer.
De N610 is alleen te berijden van noord naar zuidelijke richting. De N90 is juist op dit gedeelte alleen te bereiden vanuit het zuiden naar het noorden.

## N610-varianten
Om het drukke verkeer in goede banen te leiden zijn er rond de N90 en N610 verschillende infrastructurele verbindingsstukken en bypasses aangelegd die ieder een eigen nummer hebben gekregen. Deze nummers zijn niet op de weg zelf zichtbaar.

### N610a
De N610a verbindt de N610 met de N90 via de Pont de Bressoux. De weg heeft een lengte van ongeveer 100 meter.

### N610b
De N610b verbindt de N610 met de N90 via de Pont de Longdoz. De weg heeft een lengte van ongeveer 80 meter.

### N610c
De N610c verbindt de N610 en de N30b met de Pont Albert Ier via de Rue Renoz en heeft een lengte van ongeveer 300 meter.